# Emily (mannequin)
 (août 2023).
La mise en forme du texte ne suit pas les recommandations de Wikipédia : il faut le « wikifier ».
Les points d'amélioration suivants sont les cas les plus fréquents. Le détail des points à revoir est peut-être précisé sur la page de discussion.
- Les titres sont pré-formatés par le logiciel. Ils ne sont ni en capitales, ni en gras.
- Le texte ne doit pas être écrit en capitales (les noms de famille non plus), ni en gras, ni en italique, ni en « petit »…
- Le gras n'est utilisé que pour surligner le titre de l'article dans l'introduction, une seule fois.
- L'italique est rarement utilisé : mots en langue étrangère, titres d'œuvres, noms de bateaux, etc.
- Les citations ne sont pas en italique mais en corps de texte normal. Elles sont entourées par des guillemets français : « et ».
- Les listes à puces sont à éviter, des paragraphes rédigés étant largement préférés. Les tableaux sont à réserver à la présentation de données structurées (résultats, etc.).
- Les appels de note de bas de page (petits chiffres en exposant, introduits par l'outil «  Source ») sont à placer entre la fin de phrase et le point final[comme ça].
- Les liens internes (vers d'autres articles de Wikipédia) sont à choisir avec parcimonie. Créez des liens vers des articles approfondissant le sujet. Les termes génériques sans rapport avec le sujet sont à éviter, ainsi que les répétitions de liens vers un même terme.
- Les liens externes sont à placer uniquement dans une section « Liens externes », à la fin de l'article. Ces liens sont à choisir avec parcimonie suivant les règles définies. Si un lien sert de source à l'article, son insertion dans le texte est à faire par les notes de bas de page.
- La présentation des références doit suivre les conventions bibliographiques. Il est recommandé d'utiliser les modèles {{Ouvrage}}, {{Chapitre}}, {{Article}}, {{Lien web}} et/ou {{Bibliographie}}. Le mode d'édition visuel peut mettre en forme automatiquement les références.
- Insérer une infobox (cadre d'informations à droite) n'est pas obligatoire pour parachever la mise en page.

Pour une aide détaillée, merci de consulter Aide:Wikification.
Si vous pensez que ces points ont été résolus, vous pouvez retirer ce bandeau et améliorer la mise en forme d'un autre article.
 (août 2023).
Emily (Emiri), née le 24 mai 1992  dans la préfecture de Kanagawa est une mannequin et grid girl japonaise.

## Biographie
Emily a une mère japonaise et un père anglais. Elle a vécu en Angleterre jusqu'à l'âge de 8 ans, et après avoir fréquentée une école internationale, elle est étudiante dans une école publique au Japon dès la 6e année.
Elle commence le mannequinat à l'âge de 11 ans, et par la suite, elle signe un contrat avec une agence de doublage dans le but de devenir chanteuse de chansons d'anime. Après un certain temps, elle quitte son emploi chez l'agence de doublage pour faire transition vers le mannequinat.
Après avoir été « PANTHER GIRL » avec Marie Osawa au SUPER GT en 2017, elle est aux commandes de « Keihin Blue Navigator » depuis 2018. En plus des courses telles que le Super GT et le All Japan Road Race Championship 2020, elle est animatrice lors d'événements tels que les salons automobiles.

Cependant, le 1er janvier 2021, Keihin, une société du groupe Honda Motor Co., Ltd., a changé son nom pour « Hitachi Astemo » et a fusionné avec une société du groupe Hitachi. Parallèlement à cela, la marque Keihin Blue Navigator, pour laquelle elle a travaillé pendant trois ans, a été quasiment supprimée, mais lors du lancement média d'Astemo Motorsports organisé au circuit de Suzuka le 14 mars de la même année, Emily a été nommée "ambassadeure du sport automobile" Astemo. La nouvelle société continuera à être impliquée dans les activités de sports automobiles.
Faits divers
Elle s'appelle "Semi-chan" depuis qu'elle est au lycée, et son blog s'appelle également "Semichanlog".
Ses passe-temps sont le visionnage d'animes, de jeux vidéo et de sports nautiques.
Rika Yokota était en bons termes avec elle avant de servir de "Keihin Blue Beauty" au SUPER GT en 2020, et on dit qu'elle l'a toujours encouragée lors de son audition. La combinaison de Yokota (Astemo Muse) et Emiri se poursuivra en SUPER GT en 2021.

## Carrière commegrid girl
| Année | Catégorie                                         | Nom de l'équipe                                                           | autres membres                                                 |
| ----- | ------------------------------------------------- | ------------------------------------------------------------------------- | -------------------------------------------------------------- |
| 2017  | SUPERGT                                           | FILLE PANTHÈRE,                                                           | Marie Osawa                                                    |
| 2018  | SUPERGT                                           | KEIHIN VRAIE COURSE "Navigateur Bleu KEIHIN"                              | Ao Reine                                                       |
| 2019  | SUPERGT                                           | KEIHIN VRAIE COURSE "Navigateur Bleu KEIHIN"                              | Ao Reine                                                       |
| 2020  | SUPERGT Championnat du Japon de courses sur route | KEIHIN VRAIE COURSE Keihin Honda Dream SI Racing "Navigateur Bleu KEIHIN" | Rika Yokota (VRAIE COURSE) Hana Nonaka (Honda Dream SI Racing) |
| 2021  | SUPERGT Championnat du Japon de courses sur route | Astemo VRAIE COURSE Astemo Honda Dream SI Racing "Ambassadeur Astemo"     | Rika Yokota (VRAIE COURSE) Rin Hoshina (Honda Dream SI Racing) |

## Dans les médias

### Programmes radiophoniques
- KIBA BREEZE!!! ( Rainbow Town FM Broadcasting ) -Apparitions irrégulières à partir de 2019[10]

### Événements
- Compagnon du Tokyo Game Show " Bandai Namco Entertainment Booth" (septembre 2016)[11]
- Compagnon du Salon de l'Auto de Tokyo " Renault Japon Booth" (janvier 2017) [注 1]
- Compagnon du Tokyo Game Show " Konami Booth" (septembre 2017[13], septembre 2018[14] )
- Compagnon « LEXUS Booth » du Salon automobile de Tokyo (octobre-novembre 2017)[15]
- Automotive World "KEIHIN Booth" MC (janvier 2019 [注 2], janvier 2020[16] )
- Salon de la moto d'Osaka / Salon de la moto de Tokyo "Honda Booth" MC (mars 2018[17], mars 2019[18] )
- Salon automobile de Tokyo "KEIHIN Booth" Race Queen, MC (octobre-novembre 2019) [注 3]
- Compagnon du Tokyo Auto Salon « Bridgestone Booth », MC (janvier 2020) [注 4]